# از جهان‌های دیگر (فیلم)
از جهان‌های دیگر (به انگلیسی: From Other Worlds) فیلمی محصول سال ۲۰۰۴ و به کارگردانی بری استروگاتز است. در این فیلم بازیگرانی همچون کارا بونو، ایزاک دو بانکوله، دیوید لنسبری، رابرت پیترز، ملیسا لیو، جوئل دی لا فونته و رابرت داونی سینیور ایفای نقش کرده‌اند.